# 중국계 브라질인
중국계 브라질인(포르투갈어: Sino-brasileiro; 중국어: 巴西華人)은 브라질에서 태어났거나 브라질로 이주한 중국계 혈통을 가진 사람들이다. 중국계 브라질인 인구는 2007년에 약 250,000명으로 추정되었다.
1814년 포르투갈에서 리우데자네이루의 왕립식물원으로 중국 차 재배자들이 보내졌을 때, 최초의 중국인들이 브라질로 왔다. 1850년 대서양 노예 무역이 끝난 후, 19세기 후반 브라질 남서부의 커피 농장에서 노동력 부족이 증가했고, 이로 인해 브라질 정부는 다른 곳에서 노동력의 대체 공급원을 찾게 되었다. 대체 노동력의 주요 공급원은 유럽과 이후 일본이었지만, 19세기 동안 소수의 중국 이민자들이 브라질에 도달했다고 한다. 브라질에 도착한 중국인 노동자들에 대한 보고가 1870년대 초에 존재했지만, 이러한 초기 흐름은 중국 정부에 의해 부과된 제한 때문에 제한되었다. 그러므로, 브라질에 있는 중국 조상의 현대 인구의 대부분은 1900년대에 시작된 훨씬 후에 그 나라로 유입된 이민자들의 흐름의 후손이다.
상파울루는 현재 중국계 브라질인, 특히 리베르다데에서 가장 많은 인구를 가지고 있다. 대부분의 중국 이민자들은 상파울루에 정착한다. 일부 중국계 이민자들은 국제 무역을 위한 상인, 변호사, 국회의원, 하원의원과 의사원으로 일한다. 중국계 이민자들은 지역사회에서 이문화 교류를 구축함으로써 브라질 사회에 통합되었다. 일본인의 입지가 강한 것으로 유명한 지역일 뿐만 아니라, 총 7만여 명의 대만 이민자들 중 상당수가 리베르다데에 정착했고, 1949년 공산혁명 이후 많은 중국 이민자들이 리베르다데에 왔다. 홍콩과 포르투갈어를 사용하는 마카오의 광둥인도 브라질에 정착했다. 이 마카오 이민자들은 보통 포르투갈어를 말하고 이해할 수 있기 때문에 브라질에서의 생활에 더 쉽게 적응할 수 있다. 오늘날, 중국계 브라질인의 대부분은 포르투갈어만 사용하지만, 일부는 포르투갈어와 중국어를 구사하는 이중언어일 수도 있다.

## 역사
브라질에는 19세기 초까지 중국인들이 있었다고 알려져 있는데, 루겐다스는 브라질에 있는 포르투갈 왕가의 시대에 리우데자네이루의 중국 차 재배자들을 묘사했다. 1814년 포르투갈의 장 6세는 리우데자네이루의 식물원에서 일하기 위해 마카오에서 300명의 중국인을 데려왔다.
중국인들은 19세기 후반 브라질이 노예 무역을 폐지하면서 브라질로 이주하기 시작했다. 그 결과, 아프리카계 브라질인 노예의 수는 점차 감소했고, 이는 노동력 부족을 야기했다. 이 문제를 해결하기 위해, 브라질 사람들은 노예들을 대체할 이민자들을 그 나라로 보내는 계획을 생각해냈다. 브라질 정부와 농장주들은 브라질로 수입할 적당한 집단을 찾기 위해 세계의 다른 지역을 찾기 시작했고, 유럽은 결국 가장 관련성이 높았고, 나중에는 일본과 오스만 제국이 브라질로의 주요 이민원이기도 했지만, 인도와 중국도 고려되었다.
이러한 맥락에서 브라질 정부는 1840년대 이후 같은 일을 했던 다른 열대 국가들처럼 중국 노동자들을 수입하는 것을 고려하기도 했다. 그러나, 중국은 중국 노동자들이 쿠바와 페루와 같은 나라에서 가혹한 노동 대우를 받았다는 것을 알았기 때문에, 자발적인 이민을 제외한 다른 모든 형태의 이민을 금지했고, 상업조약을 맺은 국가에만 노동자의 수입을 허용했다. 중국 정부가 세운 장벽에도 불구하고, 브라질 회사들은 1874년에 차 재배업자로 일하기 위해 여전히 1,000명의 중국인을 고용했다. 1875년, 브라질 회사들은 광둥성과 캘리포니아에 있는 중국인 노동자들을 고용함으로써 더 많은 중국인 노동자들을 브라질로 데려오려고 했다. 1880년 9월 5일 중국 톈진에서 중국 노동자를 합법적으로 더 많이 수입하기 위해 브라질 정부는 중국과 상업 조약을 협상했지만, 중국은 이를 마지못해 1881년 10월 3일 개정 계약으로 체결하였다. 20달러도 안 되는 승객 1인당 35마일이라는 저렴한 운송비를 가진 브라질 기업들은 통킹싱이라는 중국 상선 증기항법회사의 이사와 연결시켜 중국에서 더 많은 인력을 구하려 했다. 더 많은 중국인 노동자들을 브라질로 수송하려는 계획에도 불구하고, 중국 정부는 1890년대에 주저하는 태도를 계속 보였다. 따라서, 중국은 19세기 후반과 20세기 초에 새로운 노동력을 찾는 브라질에게 실행 가능한 대안이 아니었다.
노예 노동력을 대체하는 방법에 대한 문제는 브라질에서 큰 논란을 일으켰고, 많은 논쟁의 원인이 된 한 가지 그러한 주장은 인종 "백인화"의 아이디어에 영감을 받은 개념이었다. 사회진화론과 우생학은 브라질 인구를 "백인화"하기 위해 더 많은 유럽 이민자들을 브라질로 수입할 필요성을 옹호했다. 이러한 맥락에서, 일본과 중국 출신을 포함한 아시아 노동자들을 초청하려는 생각은 유럽인에 대한 문화적, 인종적 열등감 때문에 브라질의 "유럽화" 과정을 해칠 수 있는 가능한 후퇴로 간주되었고, 이에 맞지 않는 "외계인 인구"를 도입하는 결과를 두려워했다. 당시 브라질 인구의 전통적인 구성(대부분 유럽과 아프리카 혈통)이었다. 반면 공화당의 퀸티노 보카유바 당수와 같은 일부 당수는 중국 노동자를 고용하는 것이 브라질에 이득이 될 것이라는 생각을 옹호했다.
중국인들의 브라질 이민의 가장 중요한 물결은 제2차 세계 대전 이후, 특히 1970년대 후반에 광둥성과 저장성, 상하이와 베이징에서 온 중국인들이 브라질에 정착하면서 일어났다. 이 새로운 이민자들은 브라질에 있는 중국인 조상의 인구의 대부분을 차지하게 되었고, 거의 일본계 후손들로만 구성된 그 시점까지 그 나라에 있는 아시아계 조상의 인구의 지형을 변화시켰다.

## 20세기 및 21세기 이민
브라질로의 중국 이민의 대부분은 20세기와 21세기에 일어났다. 공식적으로, 중국 이민자들을 태운 첫 배는 1900년에 중국에 도착했고, 특히 중국 국공 내전이 끝난 후 이민자들의 수가 증가하기 시작했다. 중국이 경제를 개방한 1970~80년대에는 제2의 이민 물결이 있었고, 2000년대에는 중남미에 대한 중국 기업의 존재감과 투자 증가로 더 최근에 제3의 물결이 있었다. 오늘날, 약 4만 명의 중국 시민들과 약 20만 명의 중국 조상의 사람들이 브라질에 살고 있다.

### 상파울루에서의 생활
현재 브라질에는 약 35만 명의 중국 이민자와 후손들이 있다. 이 중 약 20만 명이 상파울루에 거주하고 있다.
중국 상인들은 이민 이후 사업을 확장하기 시작했지만, 일부 부정적인 영향이 성장을 방해했다. 예를 들어, 2007년 브라질 사법 제도는 상파울루에서 가장 큰 쇼핑 센터와 50개의 상점을 정착시켰고, 6명의 상인들을 체포했다. 중국인 이민자들 사이에 불법 영업과 밀수가 있었지만 대다수는 아니었다.

### 인식 및 유산
브라질 하원과 상파울루 의회는 8월 15일을 "중국 이민자의 날"로 정하자는 제안을 통과시켰다.